# Unison Tour
El Unison Tour fue la tercera gira de conciertos de la cantante canadiense Céline Dion. Fue planeada para apoyar su primer álbum de estudio en inglés del mismo nombre: Unison, el cual contiene el primer éxito de la cantante, el tema Where Does My Heart Beat Now.

## Fechas del tour
| Fecha                   | Ciudad        | País   | Lugar del evento                    |
| ----------------------- | ------------- | ------ | ----------------------------------- |
| Norte América           |               |        |                                     |
| 10 de octubre de 1990   | Drummondville | Canadá | Centre Marcel Dionne                |
| 11 de octubre de 1990   | Drummondville | Canadá | Centre Marcel Dionne                |
| 12 de octubre de 1990   | Sherbrooke    | Canadá | Salle Maurice-O'Bready              |
| 13 de octubre de 1990   | Sherbrooke    | Canadá | Salle Maurice-O'Bready              |
| 19 de octubre de 1990   | Montreal      | Canadá | Théâtre Saint-Denis                 |
| 20 de octubre de 1990   | Montreal      | Canadá | Théâtre Saint-Denis                 |
| 22 de octubre de 1990   | Montreal      | Canadá | Théâtre Saint-Denis                 |
| 23 de octubre de 1990   | Montreal      | Canadá | Théâtre Saint-Denis                 |
| 24 de octubre de 1990   | Montreal      | Canadá | Théâtre Saint-Denis                 |
| 7 de noviembre de 1990  | Montreal      | Canadá | Théâtre Saint-Denis                 |
| 11 de noviembre de 1990 | Montreal      | Canadá | Théâtre Saint-Denis                 |
| 20 de noviembre de 1990 | Montreal      | Canadá | Théâtre Saint-Denis                 |
| 23 de noviembre de 1990 | Montreal      | Canadá | Théâtre Saint-Denis                 |
| 24 de noviembre de 1990 | Montreal      | Canadá | Théâtre Saint-Denis                 |
| 6 de diciembre de 1990  | Quebec City   | Canadá | Grand Théâtre de Québec             |
| 12 de diciembre de 1990 | Montreal      | Canadá | Théâtre Saint-Denis                 |
| 16 de diciembre de 1990 | Montreal      | Canadá | Théâtre Saint-Denis                 |
| 5 de marzo de 1991      | Vancouver     | Canadá | 86th Street Music Hall              |
| 8 de marzo de 1991      | St. Albert    | Canadá | Arden Theater                       |
| 9 de marzo de 1991      | Calgary       | Canadá | Southern Alberta Jubilee Auditorium |
| 11 de marzo de 1991     | Winnipeg      | Canadá | Walker Theatre                      |
| 15 de marzo de 1991     | Toronto       | Canadá | Winter Garden Theatre               |
| 4 de junio de 1991      | Quebec City   | Canadá | Grand Théâtre de Québec             |
| 19 de junio de 1991     | Montreal      | Canadá | Montreal Forum                      |
| 1 de agosto de 1991     | Longueuil     | Canadá | Marie-Victorin Waterfront Park      |
| 3 de agosto de 1991     | Quebec City   | Canadá | Marché du Vieux-Port de Québec      |
| 25 de agosto de 1991    | Toronto       | Canadá | The Bandshell                       |
| 28 de agosto de 1991    | Sept-Îles     | Canadá | Le Cégep de Sept-Îles               |
| 29 de agosto de 1991    | Baie-Comeau   | Canadá | Theatre de Baie-Comeau              |
| 31 de agosto de 1991    | Quebec City   | Canadá | Marché du Vieux-Port de Québec      |
| 9 de octubre de 1991    | Halifax       | Canadá | Cardinal Cushing Auditorium         |